# United States Housing Authority

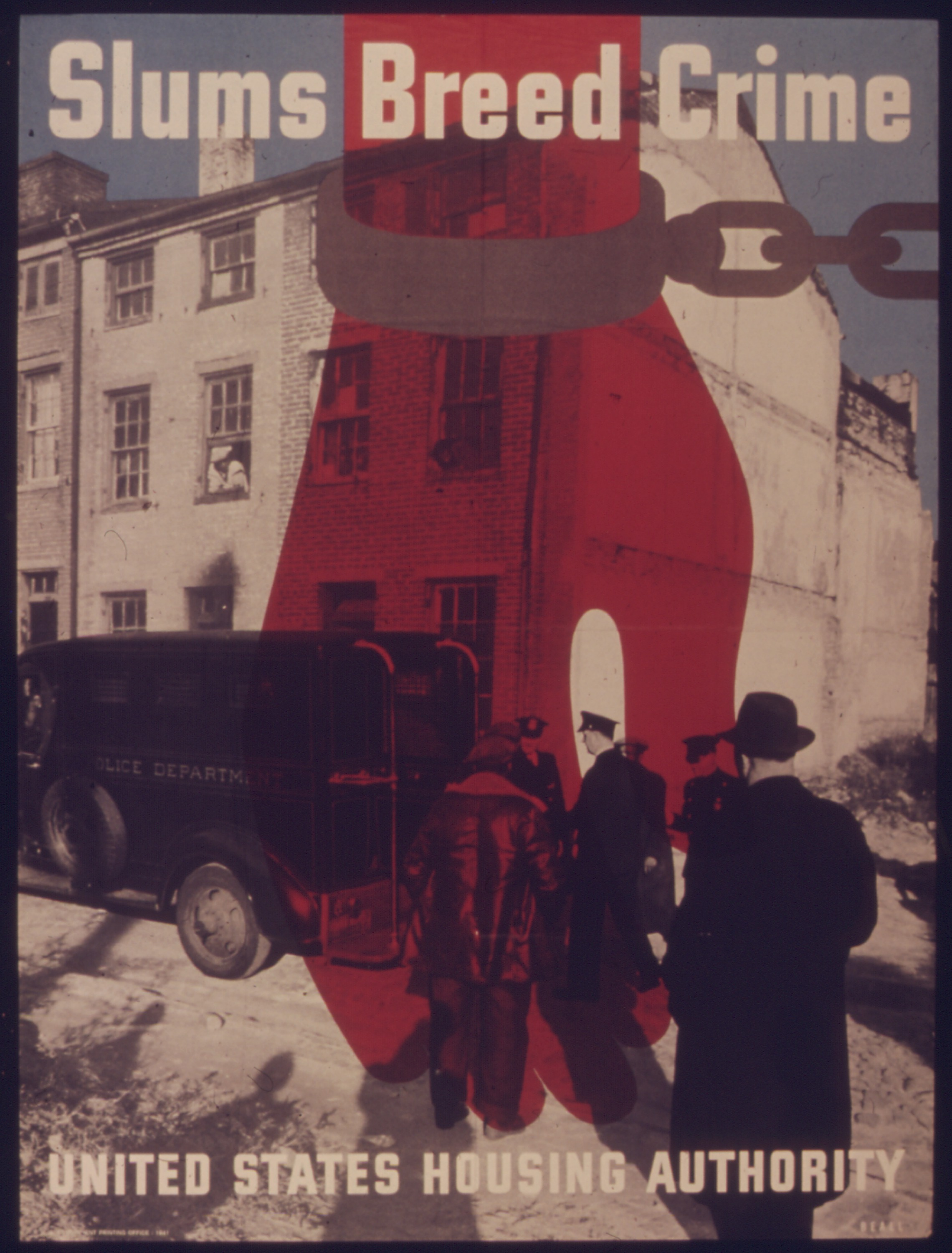
Une affiche de l'USHA visant les bidonvilles.

La United States Housing Authority (« Agence des États-Unis pour le Logement ») ou USHA est une agence gouvernementale américaine créée en 1937 dans le cadre du New Deal. Elle visait à prêter de l'argent aux États ou communités afin de construire des logements sociaux. La construction de logements pour quelque 650 000 personnes à bas revenus débuta ainsi. C'est notamment dans l'État de New York, sous la houlette du gouverneur Al Smith que des programmes de logements de ce type furent initiés dès les années 1920, bien avant la création de l'organisme. Par la suite, Robert Wagner fut l'un des plus fervents soutiens de la mesure dans les années 1930, alors qu'il était un proche de Franklin D. Roosevelt. Certains membres influents de l'opposition républicaine tels que Robert Taft ou Allen Ellender se prononcèrent également en faveur de la mesure. L'enjeu principal pour Wagner était d'éviter une concurrence entre le secteur public, pourvoyeur de logements pour les plus bas revenus, et le secteur privé. L'agence concerne toujours aujourd'hui les couches les plus défavorisées de la population américaine.